# Couesmes-Vaucé
Couesmes-Vaucé ist eine französische Gemeinde mit 377 Einwohnern (Stand: 1. Januar 2022) im Département Mayenne in der Region Pays de la Loire; sie gehört zum Arrondissement Mayenne und zum Kanton Gorron. Die Einwohner werden Couesmiens genannt.
Couesmes-Vaucé ist eine kleine Gemeinde mit nur 300 Grundstücken und laut Volkszählung von 2019 378 Einwohnern.
Couesmes-Vaucé liegt in der Nähe der Normandie und der Bretagne und liegt etwa 20 Meilen von den umliegenden Städten Rennes und Le Mans entfernt. Das Dorf liegt im Herzen einer landwirtschaftlichen Region, die für ihr gutes Essen und ihren Apfelwein bekannt ist.
Es gibt eine blühende und gut integrierte englische Gemeinschaft, die sich über dreißig Jahre etabliert hat.

## Geographie
Couesmes-Vaucé liegt etwa 45 Kilometer nordnordöstlich des Stadtzentrums von Laval. Umgeben wird Couesmes-Vaucé von den Nachbargemeinden Passais Villages im Norden und Westen, Saint-Fraimbault im Norden, Soucé im Nordosten, Ceaucé im Osten und Nordosten, Ambrières-les-Vallées im Osten und Südosten, Le Pas im Süden, Brecé im Südwesten sowie Gorron im Westen und Südwesten.

## Bevölkerungsentwicklung
| Jahr                       | 1962 | 1968 | 1975 | 1982 | 1990 | 1999 | 2006 | 2019 |
| Einwohner                  | 675  | 618  | 643  | 498  | 451  | 383  | 388  | 378  |
| Quellen: Cassini und INSEE |      |      |      |      |      |      |      |      |

## Sehenswürdigkeiten
- Menhir von Montcorbeau, Monument historique
- Kirche Saint-Julien-du-Mans in Couesmes aus dem 9./10. Jahrhundert
- Kirche Saint-Pierre in Vaucé
- Schloss Montcorbeau
- ruinöses Herrenhaus von La Galardière
- Ehemalige Mühle von La Broutière

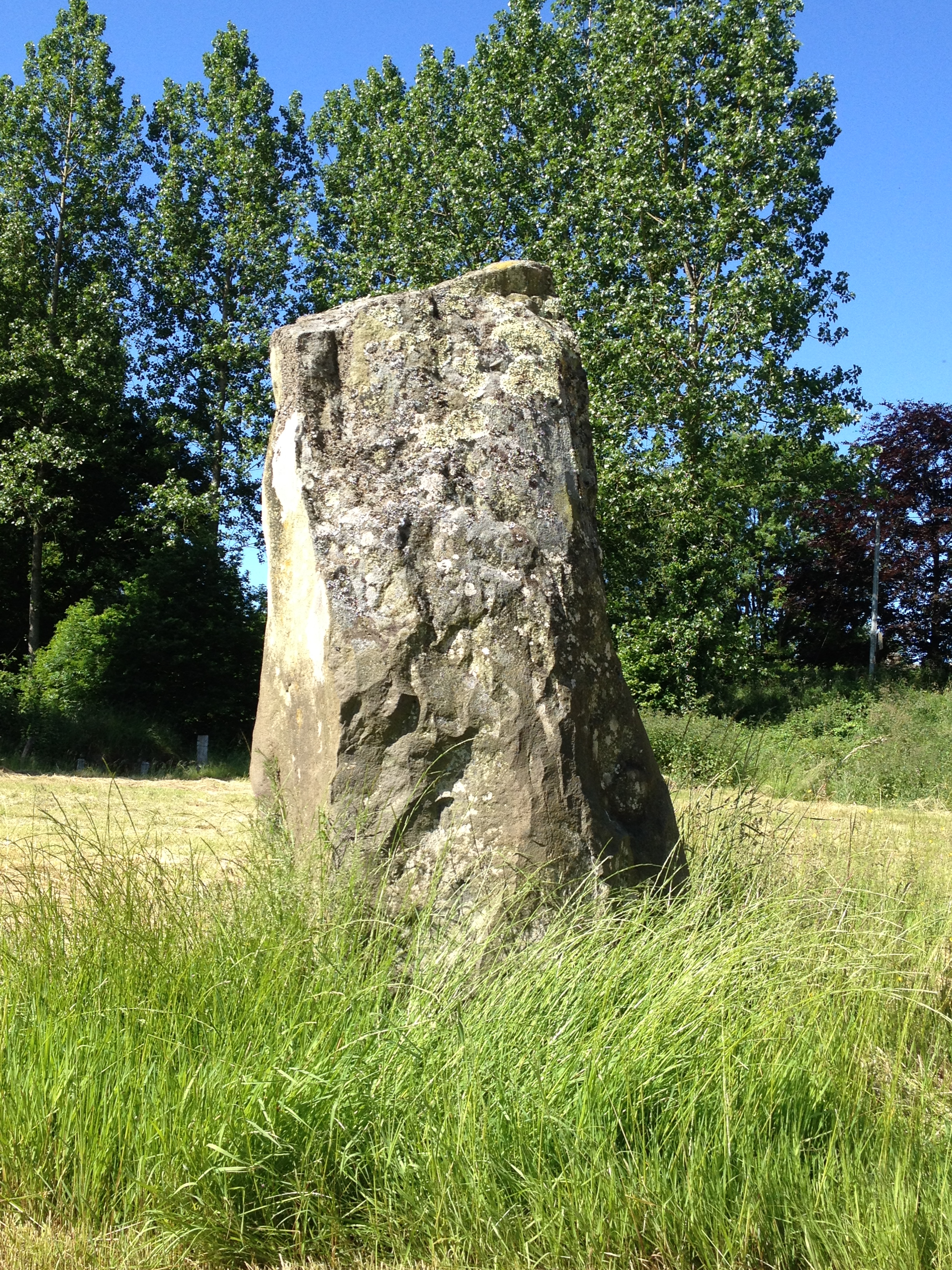
Menhir von Montcorbeau
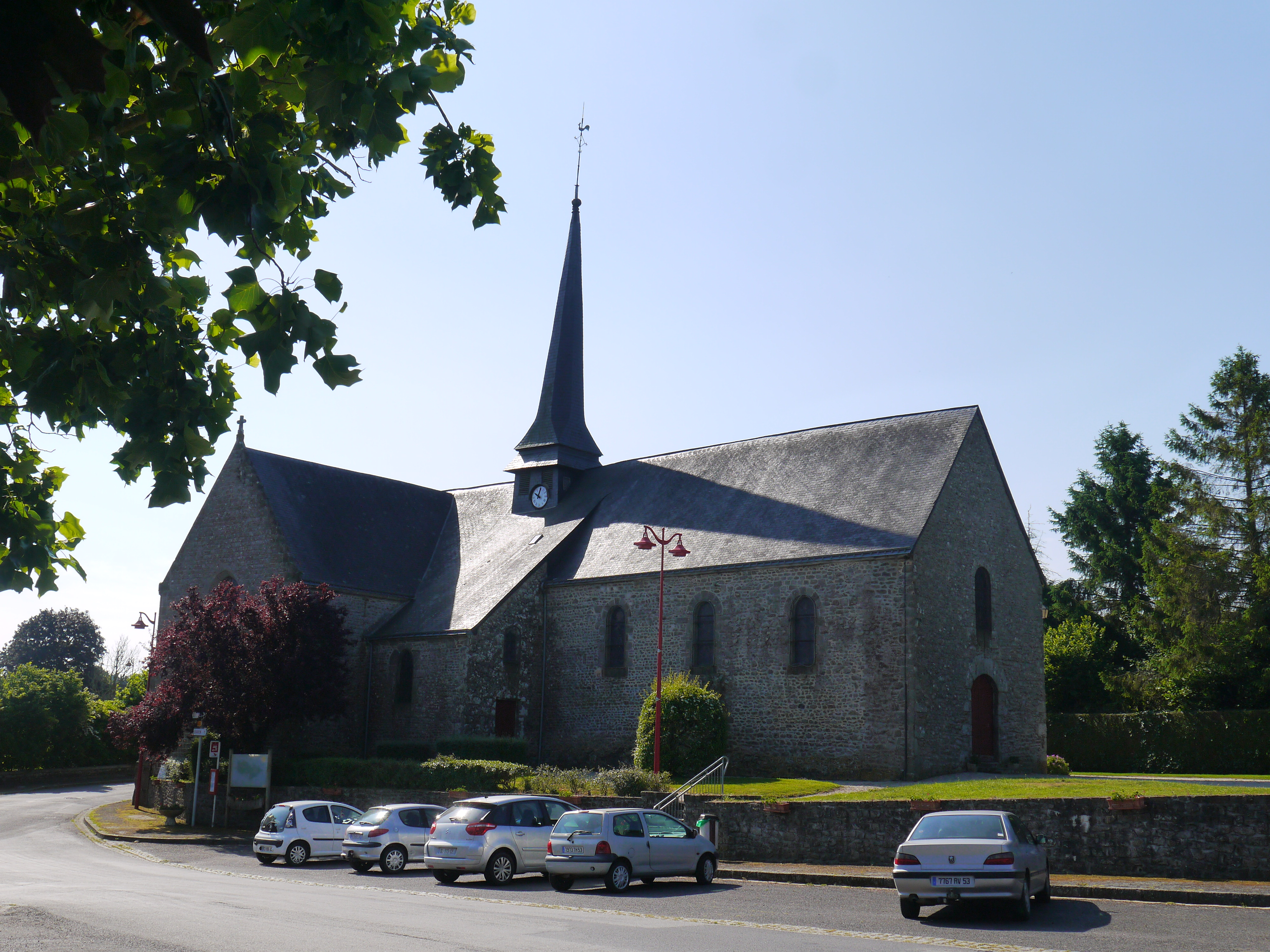
Kirche Saint-Julien-du-Mans
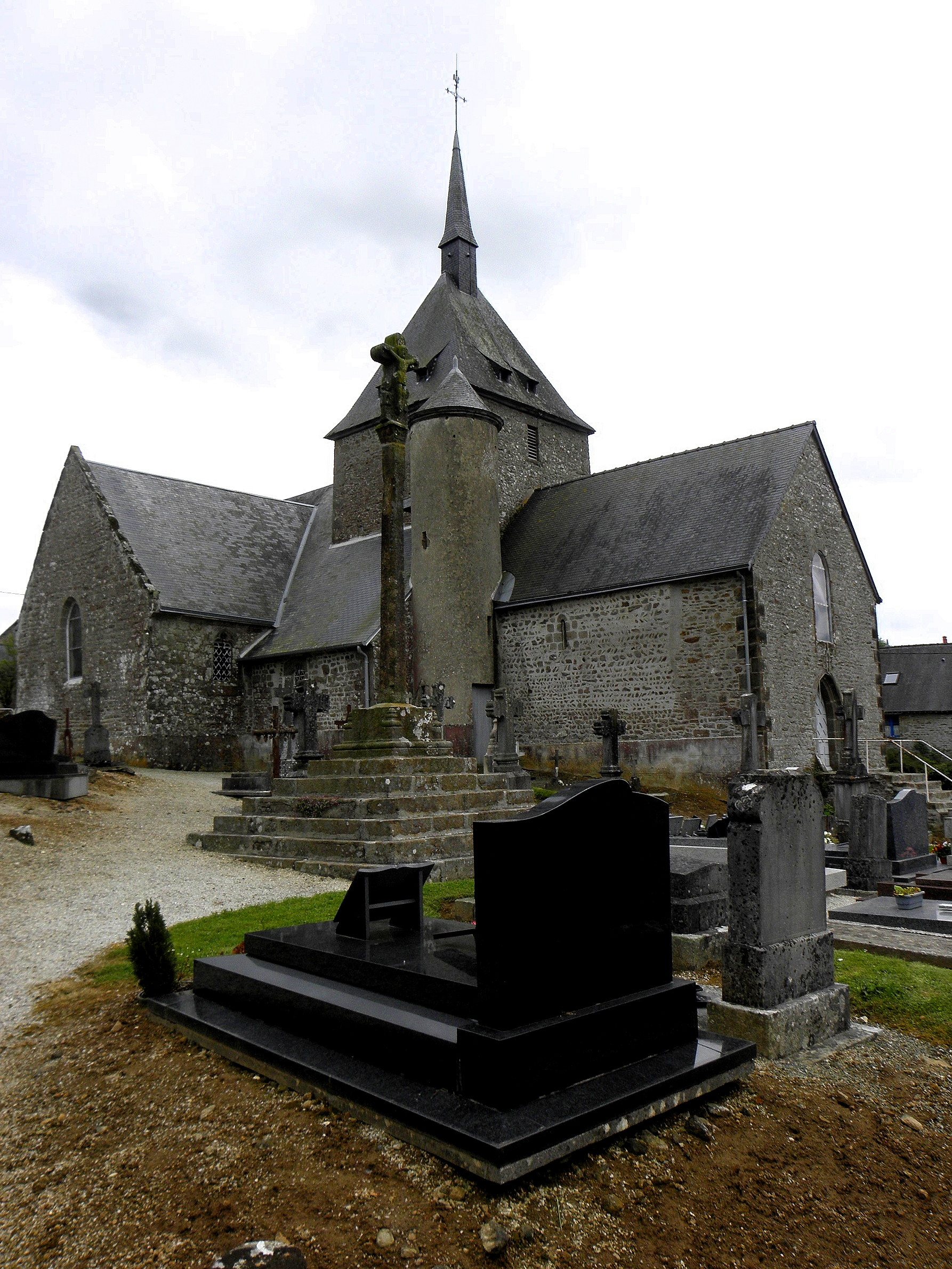
Kirche Saint-Pierre
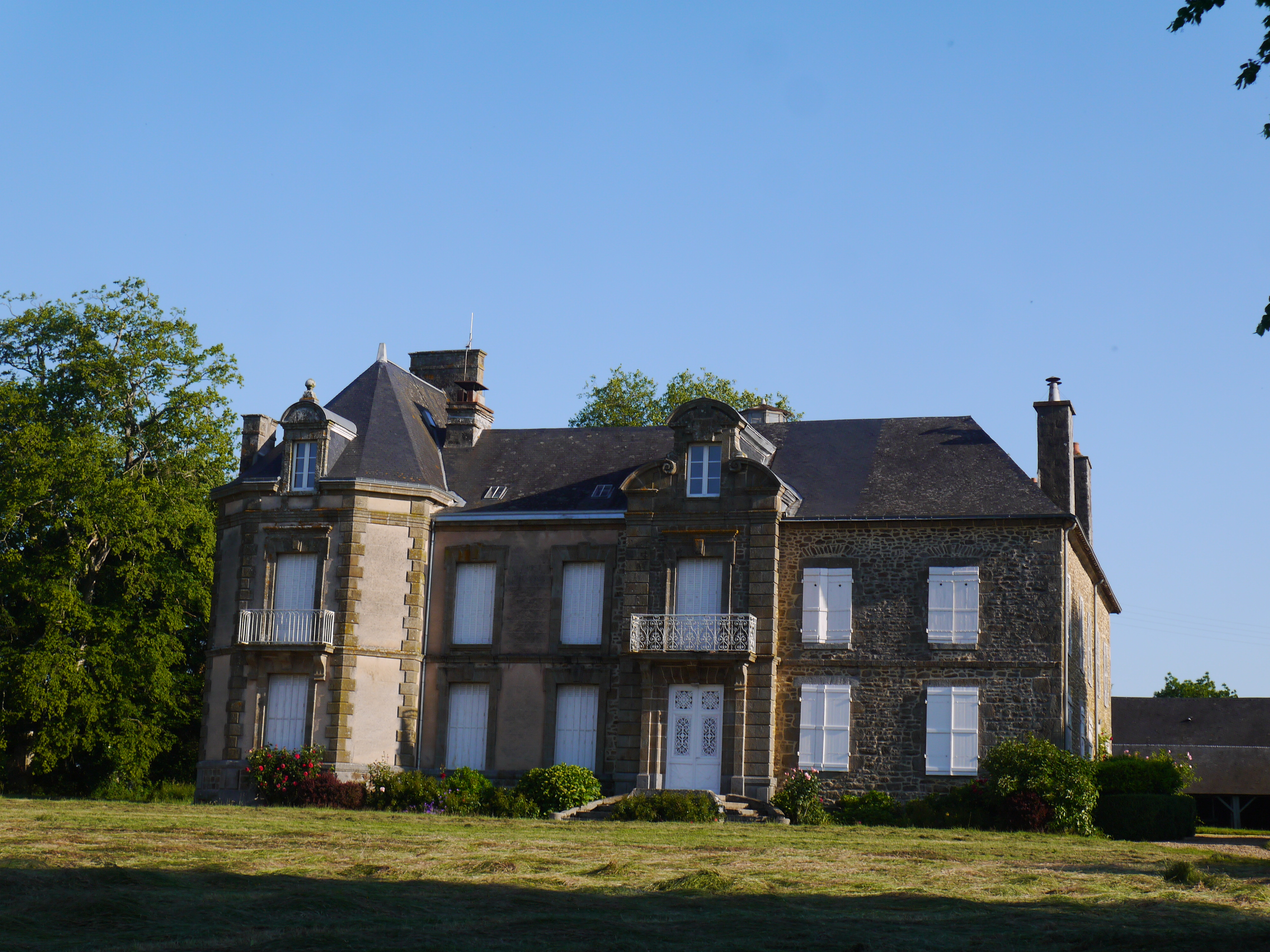
Schloss Montcorbeau
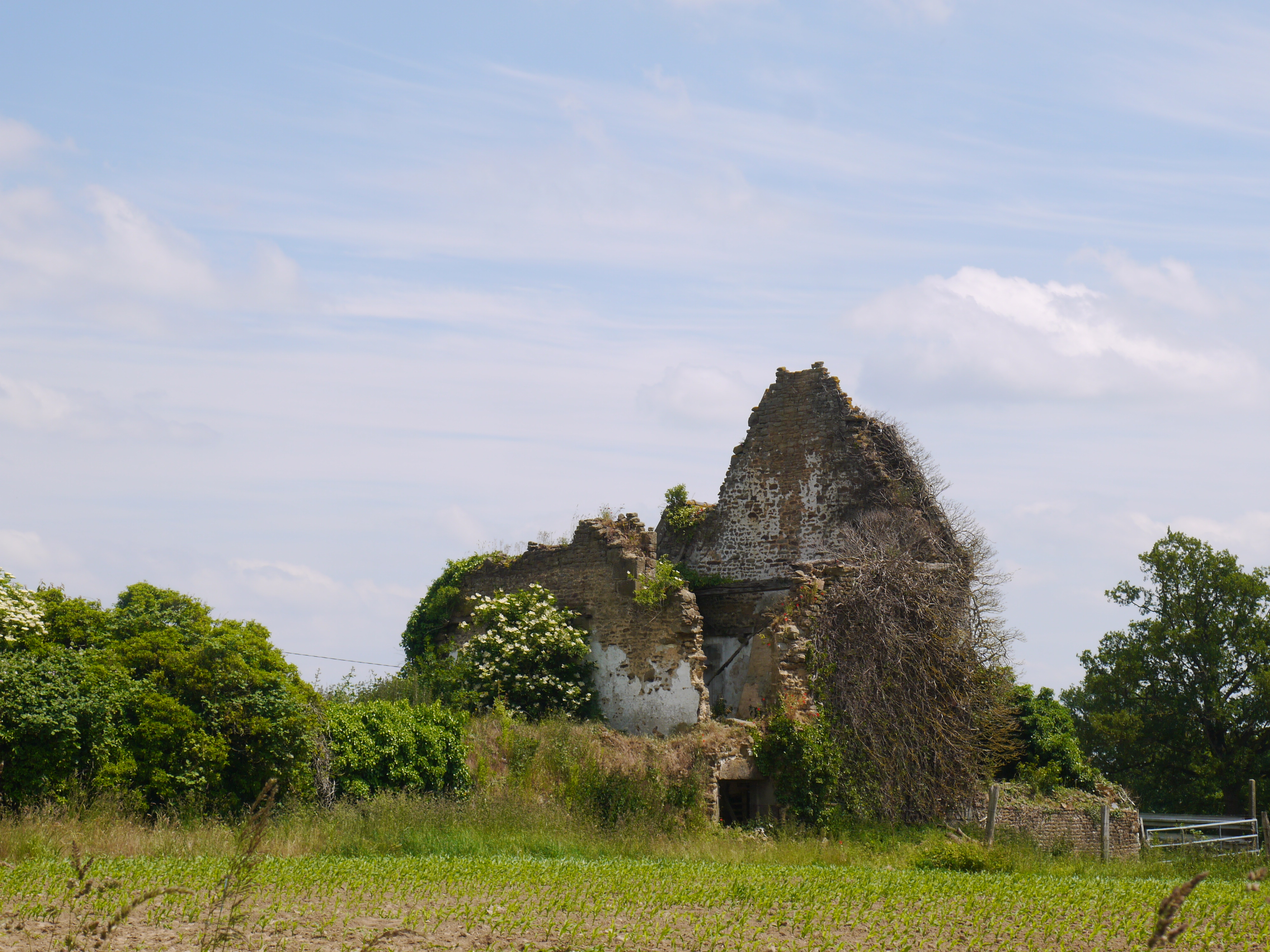
Herrenhaus La Galardière